# トレオース核酸
トレオース核酸（Threose nucleic acid、TNA）は、天然のRNAに存在する5炭素のリボースが4炭素のトレオースに置き換えられた人工の核酸ポリマーである。TNAはアルバート・エッシェンモーザーによって、RNAの化学的起源を探索する研究の一部として作成された。TNAは相補的なDNAやRNAの配列と効率的に塩基対を形成することができるため、人工の遺伝的ポリマー（XNA）として重要なものとなった。DNAやRNAとは異なり、TNAはヌクレアーゼによる分解に対して完全な耐性を持つため、治療や診断用途で有望な核酸アナログとなっている。
TNAのオリゴヌクレオチドはホスホロアミダイト法による自動固相合成によって初めて合成された。TNAモノマー（ホスホロアミダイトとヌクレオシド三リン酸）の化学合成法は、TNA研究の発展を目的とした合成生物学プロジェクトの支援のために高度に最適化されている。より近年では、ポリメラーゼの改変によって、DNAからTNAへ、またTNAからDNAへ遺伝情報を複製することができるTNAポリメラーゼが同定されている。TNAの複製はRNAの複製を模倣した過程で行われる。これらのシステムでは、TNAはDNAへ逆転写され、DNAがポリメラーゼ連鎖反応によって増幅され、その後DNAからTNAへの転写が行われる。
TNAポリメラーゼの開発によって、低分子やタンパク質を標的とした生物学的に安定なTNAアプタマーのin vitro選別が可能となった。こうした実験は、遺伝と進化という性質が天然の遺伝的ポリマーであるDNAとRNAに限定されたものではないことを実証している。ダーウィン的進化が可能な他の核酸システムと比較して、TNAの生物学的安定性の高さは次世代の治療用アプタマー開発の有力な候補であることを示唆している。
実験室的進化によって作出されたTNAポリメラーゼによるTNAの合成機構はX線結晶構造解析による研究が行われており、ヌクレオチド付加の5つの主要な段階がとらえられている。これらの構造は入ってきたTNAヌクレオチド三リン酸の認識が不完全であることを示しており、活性が改善されたTNAポリメラーゼの作出にはさらなる指向進化実験の必要性があることを支持している。TNA逆転写酵素の構造もX線結晶構造解析によって解かれており、鋳型認識のための構造的可塑性の重要性が明らかにされている。

## DNA以前の遺伝システム
ジョン・シャプー（John Chaput）は、リボース糖の前生物的な合成とRNAの非酵素的な複製に関する問題は、初期の遺伝システムが原始地球環境では形成されやすかったことを示す状況証拠となるのではないかと考えている。TNAは初期の遺伝システムであり、RNAの先駆けであった可能性がある。TNAはRNAよりも単純であり、単一の出発物質から合成することができる。また、TNAはRNAと相補鎖を形成することにより、RNAとの遺伝情報のやり取りが可能である。TNAは三次構造へと折りたたまれ、明確なリガンド結合能を持つことが示されている。

## 商業的応用
TNAの研究は未だ黎明期であるが、既に実用化がなされている。TNAはダーウィン的進化が可能であり、またヌクレアーゼ耐性を持つことから、高度な生物学的安定性を必要とする診断・治療用途での開発の有望な候補となっている。これには、特定の低分子やタンパク質の標的に結合するTNAアプタマーの進化や、化学反応を触媒するTNA酵素（threozyme）の開発が含まれる。NAは遺伝子サイレンシング技術を伴うRNA治療薬の有望な候補でもあり、アンチセンス技術のモデルシステムでの評価が行われている。

## 関連文献
- Watt, Gregory (February 2005). “Modified nucleic acids on display”. Nature Chemical Biology. doi:10.1038/nchembio005.